# آدولف فردریک
آدولف فردریک یا آدولف فردریک (به سوئدی: Adolf Fredrik، آلمانی: Adolf Friedrich؛ ۱۴ مه ۱۷۱۰ – ۱۲ فوریه ۱۷۷۱) پادشاه سوئد از ۱۷۵۱ تا زمان مرگش بود. او پسر کریستین آگوست هلشتاین-گوتورپ، شاهزاده یوتین و آلبرتینا فردریکا از بادن-دورلاخ بود. او عموی کاترین کبیر بود.
دوران سلطنت او شاهد یک دوره طولانی از صلح داخلی بود. با این حال، به دنبال دکترین‌های سوداگرایی شکست خورده‌ای که توسط دولت کلاه دنبال می‌شد، وضعیت مالی راکد شد. دولت کلاه در طول پارلمان ۱۷۶۵–۱۷۶۶ پایان یافت، جایی که اپوزیسیون Cap دولت را به دست گرفت و اصلاحاتی را به سمت لیبرالیسم اقتصادی بیشتر و همچنین قانون آزادی مطبوعات به اجرا گذاشت. قانون آزادی مطبوعات به دلیل محدود کردن هرگونه سانسور، و حفظ اقدامات تنبیهی تنها برای افترا دادن به پادشاه یا کلیسای سوئد، برای آن زمان منحصر به فرد است.

## بع
- مشارکت‌کنندگان ویکی‌پدیا. «Adolf Frederick, King of Sweden». در دانشنامهٔ ویکی‌پدیای انگلیسی، بازبینی‌شده در ۲۶ آپریل ۲۰۲۳.